# Абрамов Володимир Миколайович (військовий)
Абрамов Володимир Миколайович (21 січня 1862 — 2 листопада 1920) — генерал-майор царської армії, військовий діяч часів громадянської війни в Росії.

## Життєпис
У службу вступив 1 вересня 1880. Закінчив 2-е військове Костянтинівське училище (1882). Службу почав у складі 148-го Пехотного Каспійського полку.
Закінчив Олександрівську Військово-юридичну академію (по 2-му розряду). Помічник військового прокурора, військовий слідчий, військовий суддя Іркутського військово-окружного суду (01.05.1906-28.02.1908). Військовий суддя Віленського військово-окружного суду (28.02.1908-28.03.1913). Військовий суддя Одеського військово-окружного суду (з 28.03.1913)
У 1918 в гетьманській армії, 20 листопада 1918 призначений на посаду начальника суду 5-ї дивізії. У Добровольчої армії і ЗСПР. З 14 січня 1919 — військовий суддя одеського військово-окружного суду, з 2 вересня 1919 — у резерві чинів при штабі ЗСПР. Голова військово-корпусного суду і військово-слідчій комісії.
Захоплений червоними в Одесі. Засуджений 14 жовтня 1920. Розстріляний.

## Військова служба
- підпоручик (07.08.1882)
- поручик (07.08.1886)
- штабс-капітан (01.04.1890)
- капітан (05.04.1892)
- підполковник (02.04.1895)
- полковник (18.04.1899)
- генерал-майор (22.04.1907)

## Нагороди
- орден Св. Станіслава 3-го ступеню (1896)
- орден Св. Анни 3-го ступеню (1902)
- орден Св. Станіслава 2-й ступеню (1907)
- орден Св. Володимира 3-го ступеню (1910)
- орден Св. Анни 1-го ступеню (03.01.1916).